# DR-Baureihe 62
Die Lokomotiven der Baureihe 62 waren Einheits-Personenzugtenderlokomotiven der Deutschen Reichsbahn.

## Geschichte
Die Baureihe 62 wurde vom Engeren Lokomotivausschuss des Reichsbahn-Zentralamtes entwickelt und von Henschel Ende der 1920er-Jahre gebaut. Die Maschinen waren Zweizylinder-Heißdampflokomotiven. Es wurden insgesamt 15 Exemplare hergestellt. Die ersten Maschinen 62 001 und 002 waren von 1928 bis 1932 beim Bahnbetriebswerk Lennep zwischen Düsseldorf, Wuppertal, Remscheid und Solingen im Einsatz. Obwohl alle Lokomotiven bereits 1928 gebaut worden waren, nahm die Deutsche Reichsbahn die 62 003–015 erst 1932 ab. Gründe dafür waren der geringe Bedarf bei der Reichsbahn sowie der hohe Preis für die Lokomotiven. Einsatz-Bahnbetriebswerke in den 1930er-Jahren waren Düsseldorf-Abstellbahnhof, Saßnitz auf Rügen sowie Meiningen. Vor allem auf der Werrabahn von Eisenach nach Lichtenfels konnten die Loks ihre Sprintschnelligkeit ausspielen. Nach dem Zweiten Weltkrieg verblieben acht Exemplare bei der Deutschen Reichsbahn und sieben bei der Deutschen Bundesbahn.

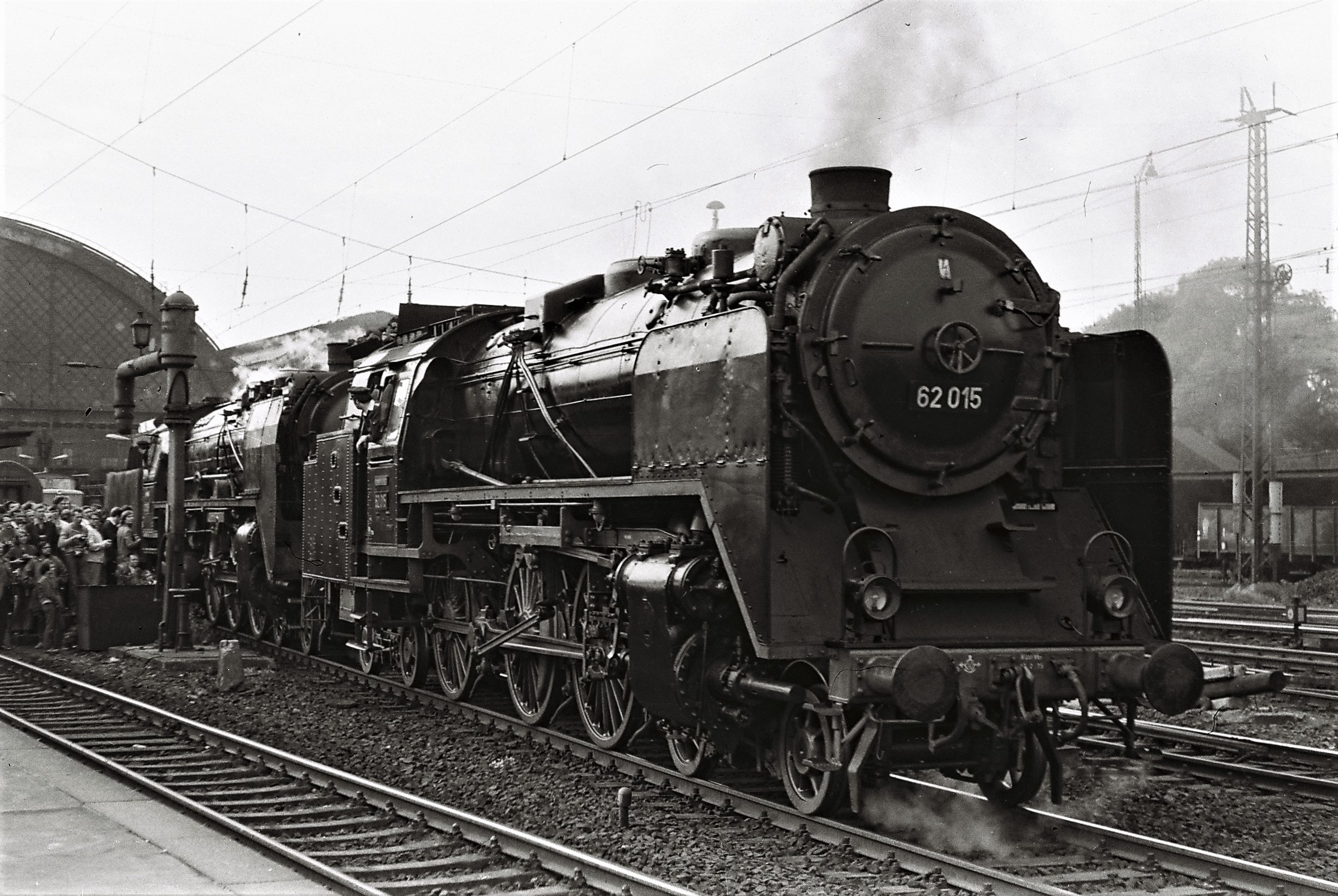
Lok 62 015 in Dresden Hbf zu einer Sonderfahrt im Juli 1975

## Einsatz bei der Deutschen Reichsbahn
Zunächst waren die Lokomotiven (62 006, 007, 008, 009, 010, 012, 014 und 015) in der DDR auf verschiedene Betriebswerke verteilt, 1955 wurden sie alle in Meiningen beheimatet. 1958 bis 1959 wurden alle Lokomotiven dem Bw Berlin Ostbahnhof zugewiesen, wo sie vor allem mit den Sputnik-Zügen auf dem Berliner Außenring eingesetzt wurden. Anfang der 1960er Jahre kamen sie nach Schwerin und Rostock, wo sie in den Jahren 1965–1967 Doppelstock-Wendezüge von und nach Warnemünde bespannten. Einen kurzen Aufenthalt hatten die Maschinen auch im Bw Wittenberge und im Bw Berlin-Lichtenberg. Die 62 007 war vom 8. April bis 6. Mai 1967 in Schwerin stationiert, dort aber nur kalt abgestellt. 1968 wurden sie im Bw Frankfurt (Oder) zusammengezogen. Dort bespannten die Lokomotiven Züge auf der Strecke Frankfurt (Oder)–Erkner. Anfang 1970 waren nur noch die 62 007, 014 und 015 in der Einsatzstelle Wriezen im Einsatz, wo sie Züge nach Berlin-Lichtenberg bespannten. Die 62 007 wurde dort als letzte planmäßig genutzte Lok, die auch als einzige die EDV-Nummer 62 1007-4 erhielt, 1972 ausgemustert, aber noch bis 1973 als Heizlok genutzt. Die schon damals als betriebsfähiges Museumsexemplar vorgesehene 62 015 ist heute im Besitz des DB-Verkehrsmuseum Nürnberg und nach dem Ablauf der Untersuchungsfristen im Eisenbahnmuseum Bw Dresden-Altstadt abgestellt. Bis 1997 war die Lokomotive vor Sonderzügen im Einsatz. 1997 und 1998 verkehrte sie an einigen Wochenenden auf der Strecke Remagen–Kreuzberg als Touristiklinie der DB AG.

## Einsatz bei der Deutschen Bundesbahn
Die Deutsche Bundesbahn hatte ihre Lokomotiven (62 001, 002, 003, 004, 005, 011 und 013), die großenteils bei Kriegsende nicht betriebsfähig waren und erst 1949 hauptuntersucht wurden, zunächst in Wuppertal, später in Dortmund, Düsseldorf, Essen und Krefeld beheimatet. Bis 1956 wurden die Lokomotiven bei der Deutschen Bundesbahn abgestellt. Die letzte Lok, 62 003, wurde 1972 in Mülheim an der Ruhr verschrottet, nachdem sie von 1956 bis 1966 noch als Lehrmodell in der Lokführerschule in Troisdorf gedient hatte und anschließend mit anderen schrottreifen Lokomotiven im AW Schwerte aufbewahrt worden war.

## Technische Merkmale
Die meisten Bauteile wurden baugleich zur letztlich nicht gebauten 2’C-Schlepptenderlokomotive der Baureihe 20 konstruiert. Wie die meisten Einheitslokomotiven hatten die Maschinen der Reihe 62 einen Barrenrahmen mit außenliegendem Zweizylindertriebwerk und einen Kessel mit Oberflächenvorwärmer der Bauart Knorr mit Kolbenspeisepumpe. Die Kuppelradsätze waren im Rahmen fest gelagert, die Spurkränze des Treibradsatzes (der mittlere Radsatz) waren geschwächt und die Laufdrehgestelle seitenbeweglich ausgeführt. Für die Unterbringung von Stehkessel und Aschkasten war der Abstand der zweiten und dritten Kuppelachse vergrößert. Die Behälter für Kohle und Wasser lagen hinter dem Führerhaus, es gab keine seitlichen Wasserkästen neben dem Kessel, was der Sicht des Lokpersonals zugutekam.
Von der Konstruktion abgeleitet wurden die finnischen Lokomotiven der Reihe Pr2. Die vier Lokomotiven wurden von der estnischen Bahngesellschaft Eesti Vabariigi Raudtee 1939 bestellt, durften dann kriegsbedingt nicht mehr ausgeliefert werden und wurden 1942 nach Finnland verkauft. Sichtbare Unterschiede sind die wegen der großzügigeren Fahrzeugumgrenzung nicht im Fensterbereich abgeschrägten Führerhäuser und zusätzliche seitliche Wasserkästen zur Vergrößerung der Reichweite.

## Trivia
Bei einer im Film Octopussy von 1983 zu sehenden und als 62 015 nummerierten Lokomotive handelt es sich jedoch nicht um die oben erwähnte Museumslok, sondern um eine dänische Lok der Baureihe S (II).